# Milton Cato
Robert Milton Cato, né le 3 juin 1915 à Saint-Vincent et mort le 10 février 1997 à Kingston, est un homme politique vincentais, il a été chef du gouvernement de son pays à deux reprises de 1967 à 1972 puis de 1974 à 1984. Lors de son second gouvernement, il mène Saint-Vincent-et-les-Grenadines à l'indépendance le 27 octobre 1979.

## Biographie
Robert Milton Cato nait le 3 juin 1915 à Kingstown et fréquente l’école où son père est directeur. Il obtient une bourse du gouvernement qui lui permet d'intégrer la prestigieuse St. Vincent Grammar School (en) de 1928 à 1933. Il travaille ensuite comme employé de bureau dans diverses administrations de la colonie avant de partir étudier le Droit en Angleterre. Durant cette période il devient même le président de l'Association des étudiantes antillais (West Indian Students' Union, WISU), dont Forbes Burnham est le secrétaire général au même moment. Mais avant d'achever ses études de Droit à Middle Temple, il s'engage dans la 1re Armée canadienne dans laquelle il sert jusqu'en 1948 dans l'Europe du Nord-Ouest. Après sa démobilisation, il finit sa formation d'avocat et s'inscrit au barreau en 1949 puis retourne dans son île natale.
De retour dans son île, il a une activité d'avocat, mais commence à s'investir dans la vie publique de Saint-Vincent. Il devient président du Conseil municipal de Kingstown en 1952 et est membre de ce conseil de 1955 à 1959. En 1956, il fait partie des fondateurs du Parti travailliste de Saint-Vincent-et-les-Grenadines (SVLP) et en devient le principal dirigeant. Il mène le parti lors des élections de 1957, mais le SVLP ne remporte aucun siège. Il est cependant élu comme représentant de Saint-Vincent dans le parlement de la Fédération des Indes occidentales entre 1958 et 1962. C'est à l'occasion des élections de 1961 qu'il entre au Conseil législatif et devient le Leader of the Opposition face au gouvernement d'Ebenezer Joshua. Il mène une brillante campagne lors des élections de 1966, au point de gagner plus de suffrages que le Parti politique du peuple de Joshua, mais le découpage électoral fait qu'il n'obtient que quatre élus contre cinq pour son adversaire. C'est finalement lors des élections de 1967 que le SVLP remporte la majorité des élus et Milton Cato devient Ministre en Chef le 19 mai 1967. En 1969, quand Saint-Vincent devient un état associé au Royaume-Uni, Milton Cato devient Premier of Saint-Vincent-and-the-Grenadines le 27 octobre 1969.
Milton Cato et le SVLP arrivent en tête lors des élections de 1972 en nombre de suffrages, mais les résultats finaux leur donnent autant d'élus que le Parti politique du peuple d'Ebenezer Joshua, soit six élus chacun. Finalement un accord est conclu entre ce dernier et James Fitz-Allen Mitchell, élu indépendant de la circonscriptions des Grenadines, qui devient le nouveau Premier. Milton Cato devient alors le Leader of the Opposition.
Le 18 septembre 1974, le gouvernement de James Fitz-Allen Mitchell subit un vote de défiance. Les élections sont donc convoquées pour le 9 décembre 1974. Le SVLP arrive largement en tête avec plus de soixante pour cent des suffrages et dix élus sur treize, Milton Cato redevient alors Premier ministre de Saint-Vincent  En 1978, il lance le débat sur une indépendance complète de l'île et en septembre de la même année, il participe à la Conférence constitutionnelle préparant cette indépendance. Cette indépendance se réalise le 27 octobre 1979 et Milton Cato devient alors le premier Prime Minister de Saint-Vincent-et-les Grenadines. Lors des élections de 1979 qui suivent l'indépendance, le SLVP améliore encore son score en remportant onze siège sur treize.
Le gouvernement de Cato ne soutient pas d’autres gouvernements socialistes voisins comme ceux de Fidel Castro à Cuba, de Maurice Bishop à Grenade ou de Forbes Burnham au Guyana. Au contraire, il s’allie à des gouvernements pro-occidentaux comme ceux d'Eric Williams à Trinité-et-Tobago et Tom Adams à Barbade, coopérant avec eux sur les questions économiques et de défense. En 1983, il apporte ainsi son soutien à l'Invasion de la Grenade par les États-Unis.
Cependant les critiques contre Milton Cato sont de plus en plus fortes et si beaucoup reconnaissent ses grandes capacités intellectuelles et politiques, ils lui reprochent aussi une forme de condescendance. Il perd les élections de 1984 face au Nouveau Parti démocratique dirigé par James Fitz-Allen Mitchell qui remporte neuf élus sur treize.
Finalement, le 22 janvier 1985, Milton Cato se retire de la politique. Il est remplacé à la tête du SVLP par Hudson Tannis et  Vincent Beache devient le nouveau Leader of the Opposition. Lors de l’élection partielle qui suit sa démission du siège de la circonscription d’East St. George, le NPD obtient un siège supplémentaire.
Milton Cato meurt à Saint-Vincent le 10 février 1997. En octobre 2000, l'hopital général de Kingstown est renommé Milton Cato Memorial Hospital.